# 非アルコール性脂肪性肝疾患
非アルコール性脂肪性肝疾患（ひアルコールせいしぼうせいかんしっかん、英語: non-alcoholic fatty liver disease, NAFLD）とは、脂肪肝の原因のひとつであり、アルコール依存症以外の原因によって肝臓に脂肪が蓄積している (脂肪変性) 場合に生じる

。NAFLD は先進国で最も頻度の高い肝障害である。
非アルコール性脂肪性肝疾患は、非アルコール性脂肪肝(NAFL)と非アルコール性脂肪性肝炎 (non-alcoholic steatohepatitis, NASH)の二種類に分けられる。NASH は NAFLD の最も極端な形態であり、肝炎を含み、原因不明の肝硬変の重要な原因だとみなされ、肝細胞癌に進行することもある。
非アルコール性脂肪肝(NAFL)は NASH よりは危険性が低く、普通は NASH や肝硬変には進行しない。NAFLDがNASHへ進行した場合は、最終的には肝硬変、肝癌、肝不全、心血管疾患などの合併症を引き起こす可能性がある。
肥満と2型糖尿病は NAFLD への強い危険要因である。その他の要因としては体重過多、メタボリックシンドローム (次の五つの症状の内、三つ以上を満たす場合として定義される：腹部肥満、高血圧、高血糖、高トリグリセリド血症、低血清HDLコレステロール）、果糖を多く含む食事、および高齢が挙げられる。NAFLD とアルコール性肝疾患はそれぞれ脂肪肝の一種である。 他の原因による脂肪肝の可能性を排除した上で、肝生検を取ることにより、診断を確定できる。
NAFLD は世界で最も一般的な肝障害であり、世界人口の約25％にみられる。また、米国などの先進国では非常に一般的であり、2017年には約7500万から1億人の米国人に影響を及ぼした。肥満の90％以上、糖尿病の60％、そして正常体重の人でも最大20％がNAFLDを発症する。
NAFLDは慢性肝疾患の主な原因であり、2017年時点の欧米で行われた肝移植の理由の第2位である。NAFLD はヨーロッパの人口の約20から25％に影響を及ぼす。米国では、成人の30〜40％がNAFLDを患っており、成人の約3～12％がNASHを患っていると推定されている。それによる米国の年間経済負担（2016年）は約1,030億米ドルであった 。

## 定義
脂肪肝の副次的な原因となる、過剰なアルコール摂取、ウイルス性肝炎、または脂肪肝を誘発する可能性のある薬物療法などがない場合の、肝臓への脂肪の異常な蓄積が、非アルコール性脂肪肝疾患（NAFLD）の特徴である。
NAFLDという用語は、非アルコール性脂肪性肝（NAFL、単純脂肪症）から非アルコール性脂肪性肝炎（NASH）までの一連の肝臓異常を含む。これらの病気は、肝臓での脂肪の蓄積（肝臓の脂肪変性）から始まる。肝臓は肝機能を損なうことなく脂肪を維持することができるが（NAFL）、さまざまなメカニズムや、可能性としては肝臓への損傷により、NAFLが炎症や、時には線維症を伴う非アルコール性脂肪性肝炎（NASH）に進行することもある（脂肪性肝炎）。すると、NASHは肝硬変や肝細胞癌などの合併症を引き起こす可能性がある。
専門家委員会の70％が支持を表明した新しい病名として、代謝機能障害関連脂肪肝疾患（metabolic dysfunction associated fatty liver disease; MAFLD）が提案された。
2023年6月、欧州肝臓学会（EASL）、米国肝臓病学会（AASLD）、ラテンアメリカ肝疾患研究協会（ALEH）の3学会は合同で、新たな名称を採用した。NAFLDは metabolic dysfunction associated steatotic liver disease（MASLD）代謝機能障害関連脂肪性肝疾患、NASHは metabolic dysfunction associated steatohepatitis（MASH）代謝機能障害関連脂肪肝炎へと呼称変更された。

## 疫学
肥満者の増加に伴い世界的に増加している。日本では1000万人の患者がいると推定されている。

## 診断
血液検査によるAST(GOT)とALT(GPT)の値は肝線維化が進行した病態でも基準内の症例があるため重要視されない。
肝生検、腹部超音波検査、肝臓の硬さの計測、経口ブドウ糖負荷試験は有効であるとされ隠れた糖代謝異常を早期に把握し、糖尿病治療を開始する事は有効と考えられている。血中フコシル化糖タンパク質を血清マーカーとして実用化するための研究が進められている。

## 管理
NAFLDは、影響を受けた人が太りすぎであるかどうかに関わらず、それを治療することは正当である。NAFLDは防ぎうる死である。ガイドラインはアメリカ肝臓学会（American Association for the Study of Liver Diseases; AASLD)、
アメリカ臨床内分泌学会(American Association of Clinical Endocrinologists; AACE)、英国国立医療技術評価機構(NICE)、欧州肝臓学会議(European Association for the Study of the Liver; EASL)、Asia-Pacific Working Party on NAFLD から入手可能である。

### 生活習慣
減量はNAFLDの最も効果的な治療法である。体重を4～10％減らすことが推奨される。体重を10～40％減らすことで、肝硬変を伴わないNASHを完全に元に戻せる。よく組み立てられた減量計画を用いれば、単なる助言のみの場合と比較すると、NAFLDの人がより体重を多く減らすのに役立つ。この種の減量計画は、血液検査、超音波、画像診断、または肝生検を使用して測定されたNAFLDの改善にもつながる。線維症は生活習慣への介入や体重減少により改善するが、肝硬変の改善の証拠は限られている。
食事と運動のどちらか一方だけではなく、両方を組み合わせて改善することが、NAFLDの管理とインスリン抵抗性の軽減に最も役立つとみられる。 ほとんどの人は自身の状態を病気として認識しておらず、したがって生活を変える動機が低いため、認知行動療法などの動機付け支援が有用である。
高強度の行動的減量療法（食事療法と運動を組み合わせたもの）は、低強度のものよりも多くの減量をもたらす可能性がある。減量は、バイオマーカー、NAFLD段階の改善、およびNASHの可能性の低下に関連しているが、長期的な健康への影響はまだわかっていない。したがって、2019年の系統的見直しでは、NAFLD管理のためにこれらの治療法を推奨するガイドライン改訂を示唆している。

#### 食事療法
NAFLDの治療には通常、栄養を改善するためのカウンセリングとカロリー制限が含まれる。NAFLDの人には、中～低炭水化物の食事と低脂肪の食事がよい。また、地中海式食事療法は、6週間の研究において、体重の減少とは無関係に、NASHにより誘発された炎症や線維症が減少する有望な結果を示した 。暫定的な証拠は、体重過多でない脂肪肝のある個人への食事介入を支持している。
EASLは、通常の毎日の食事から、週に500〜1000 kcalのカロリー制限 （超低カロリー食療法）、肥満/過体重NAFLDについては7〜10％の減量を目標とすること、低～中脂肪の食事、および中～高炭水化物の食事、または低炭水化物のケトン体生成的な食事または高タンパク質の食事（地中海式食事など）、および果糖を含むすべての飲料および食品を避けることを推奨している。
アルコールは悪化要因であり、AASLDは、NAFLDまたはNASHの人々に対してはアルコール摂取を避けることを推奨している。EASLでは、男性の場合は30g /日未満、女性の場合は20g /日未満の飲酒を可とする。NAFLD治療におけるコーヒー摂取の役割は不明であるが、定期的なコーヒー摂取が保護効果をもたらす可能性があることを示す研究もある。
ビタミンEは、NAFLD患者に出来てしまった肝線維症を改善はしないが、肝機能の特定のマーカーを改善し、NAFLD患者の一部の肝臓の炎症と脂肪を減少させるようである。Asia-Pacific Work GroupはビタミンEが肝臓の状態とアミノトランスフェラーゼのレベルを改善する可能性があると助言しているが、それはNASHを患っている糖尿病や肝硬変のない成人に限られる。NICEガイドラインでは、進行した肝線維症を伴うNAFLDの小児および成人の選択肢として、糖尿病の有無にかかわらず、ビタミンEを推奨している。
シリマリン（オオアザミ種子抽出物）、クルクミン（ウコン抽出物）や、緑茶などのハーブ系化合物は、NAFLDバイオマーカーを改善し、NAFLDの段階を低下させるようである。
研究により、腸内細菌とNAFLDとの関連を示唆されている。レビューによると、プロバイオティクスとシンバイオティクス（プロバイオティクスとプレバイオティクスの組み合わせ）の使用は、NAFLD患者の肝炎症の肝臓特異的マーカー、肝硬直の測定値、脂肪症の改善に関連していると報告されている。

#### 運動療法
減量はNAFLDを改善する可能性があり、特に肥満または太りすぎの人に推奨される。NAFLDのある太りすぎの人に対しても、NAFLDのない肥満や太りすぎの人と同様の身体活動および食事療法が推奨される。減量にとって、身体活動は（カロリー摂取量を減らすための）食事療法ほど重要なものではないが、NICEは全体的な体重減少がないとしても肝臓脂肪を減らすために身体活動を勧めている。運動や食事による減量は、肝臓の脂肪を減らし、NASHと線維症の寛解を助ける最も効果的な方法である。運動だけでも脂肪肝を予防または軽減することができるが、運動だけで肝臓の他の全ての側面を改善できるかどうかは不明である。したがって、食事療法と運動を組み合わせたアプローチが推奨される。矛盾する調査結果があるものの、有酸素運動は筋力トレーニングよりも効果的かもしれない。高強度の運動だけがNAFLDがNASHまたは進行性線維症に発展する可能性を減らしたので、激しいトレーニングは中程度のトレーニングよりも好ましい。EASLは、1週間のうちに3〜5セッションで150〜200分の中～強程度の有酸素運動または筋力トレーニングを推奨している。いずれも肝臓の脂肪を効果的に減らすので、長期的に持続できる個人の好みに即した身体活動を選択する実用的なアプローチが望ましい。身体活動への取り組み、またはそれまでの水準よりも身体活動を増やすことは、座った姿勢のままでいるよりも優れている。

### スクリーニング検査
NAFLDは、結果的に心血管疾患を引き起こすことがよくあり、NAFLD関連の死亡の大部分の原因である無症候性アテローム性動脈硬化として現れる可能性があるため、EASLは心血管系のスクリーニング検査を必須と見なしている。AASLDによれば、NAFLDの患者は心血管系の罹患率と死亡率のリスクが高く、「NAFLDのすべての患者で心血管疾患の危険因子の積極的な変更が必要である」としている。
さらにAASLDは、肝硬変を伴うNASHを持つ人々に対しては、胃静脈瘤と食道静脈瘤、および肝癌について体系的にスクリーニング検査することを推奨している。AASLDは肝硬変のないNASH患者に対する定期的な肝生検および肝癌のスクリーニング検査は推奨していないが、そのようなスクリーニングはケースバイケースで行われることもある。
また、NAFLDの患者に対しては、肝細胞癌（肝癌）および食道・胃静脈瘤のスクリーニング検査を検討する場合がある。NICEは、強化肝線維症（ELF）血液検査を用いて、成人は3年ごと、小児は2年ごとに進行性肝線維症のNAFLDを定期的にスクリーニング検査することを勧めている。肥満とインスリン抵抗性のある人には、インスリン抵抗性のホメオスタシスモデル評価（HOMA-IR）を使用したフォローアップが推奨される。線維症および高血圧を伴うNASH患者は、疾患進行のリスクが高いため、綿密なモニタリングを行う価値がある。